# Hans-Joachim Hoffmann

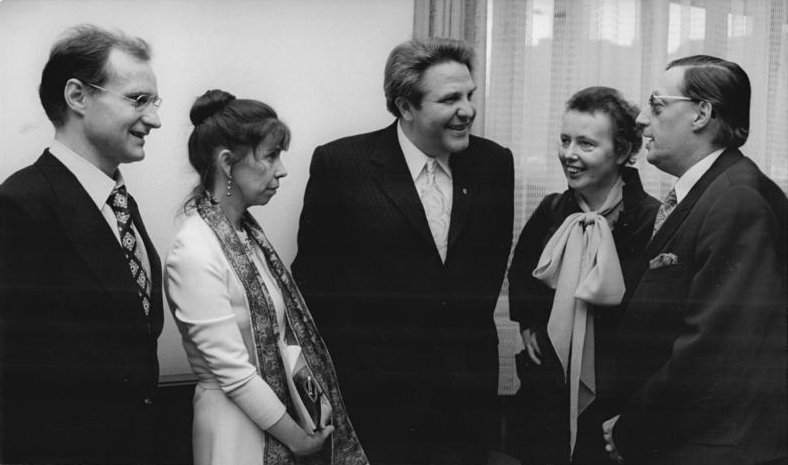
Ekkehard Schall, Barbara Brecht-Schall, Hans-Joachim Hoffmann, Ruth Berghaus und Norbert Christian bei einem Empfang während der „Brechtwoche der DDR 1973“ (v. l. n. r.)

Hans-Joachim Hoffmann (* 10. Oktober 1929 in Bunzlau; † 19. Juli 1994 in Berlin) war von 1973 bis 1989 Minister für Kultur der DDR.

## Leben
Hoffmann wurde zum Elektromonteur ausgebildet und arbeitete von 1945 bis 1948 im Beruf. Er trat 1945 der KPD bei und wurde mit der Zwangsvereinigung von SPD und KPD 1946 Mitglied der SED. Ab 1948 war er in verschiedenen Funktionen in der FDJ und SED auf Kreis- und Bezirksebene tätig, u. a. als Erster Sekretär der FDJ-Kreisleitung Leipzig, als Sekretär für Agitation und Propaganda der FDJ-Bezirksleitung Leipzig und in der SED-Stadtleitung. Von 1953 bis 1955 besuchte er die Parteihochschule. Danach arbeitete er bei der SED-Kreisleitung Eilenburg und der SED-Bezirksleitung Leipzig.

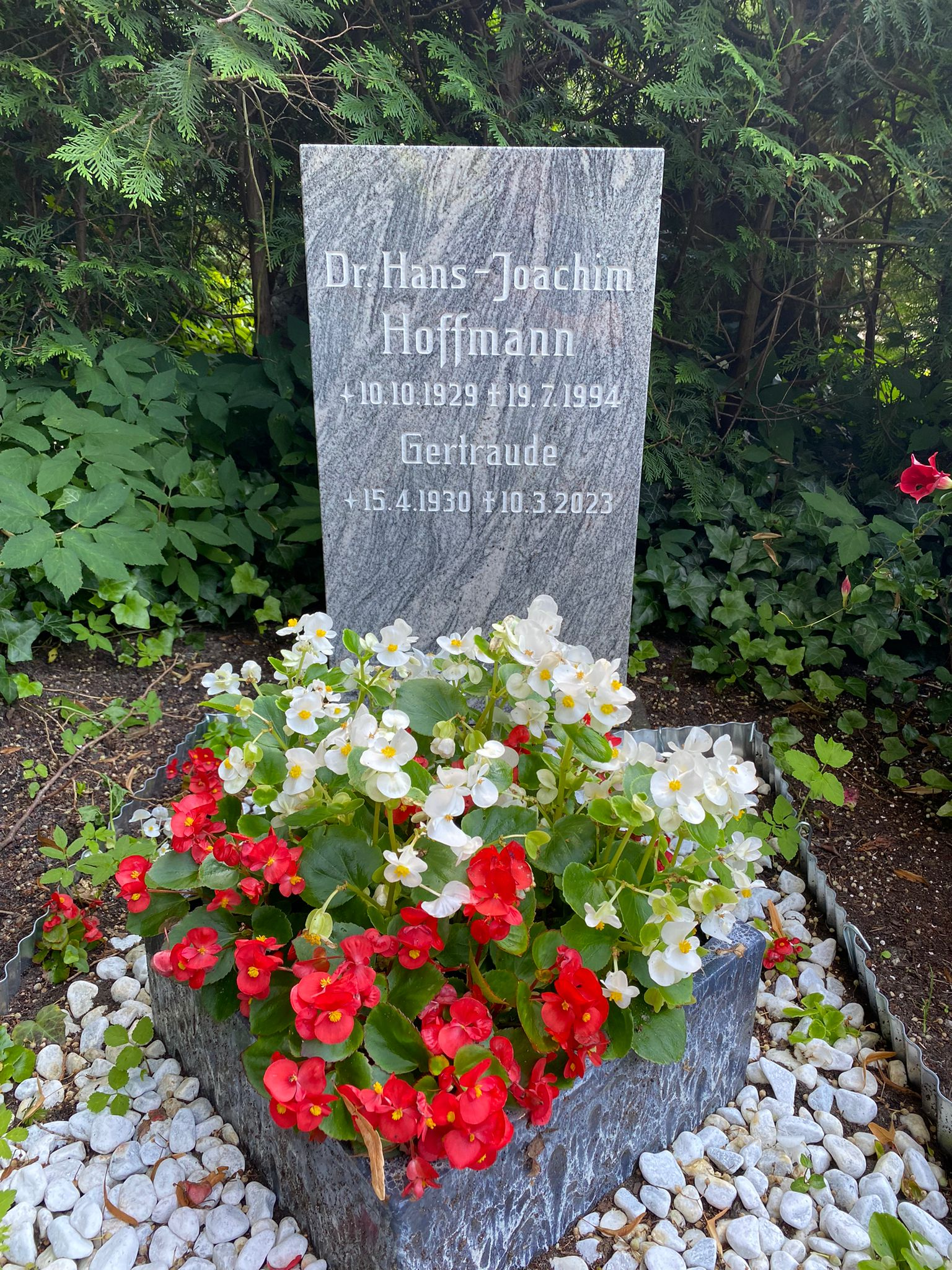
Grab auf dem Waldfriedhof Grünau

Von 1971 bis 1973 war er Leiter der Abteilung Kultur beim Zentralkomitee der SED und von 1973 bis 1989 als Nachfolger von Klaus Gysi Minister für Kultur. 1976 wurde er Mitglied des Zentralkomitees der SED und Abgeordneter der Volkskammer. Im folgenden Jahr wurde Hoffmann Mitglied des Präsidialrats des Kulturbundes der DDR.
Im November 1989 trat er mit der Regierung Willi Stoph zurück. Hoffmann erhielt 1974 den Vaterländischen Verdienstorden. Als Kulturminister (1973 bis 1989) zählte Hoffmann zu den „Liberalen“ im Regierungskabinett. Seine Amtszeit war gekennzeichnet durch den Exodus zahlreicher Künstler aus der DDR. Die Vermittlung zwischen Künstlern und einer monoparadigmatischen Politik führte zu dauerhaften Konflikten um die de facto nicht vorhandene Meinungsfreiheit.
Während der Ära Gorbatschow unterstützte er im Juni 1988 mit einem Interview und dem von ihm dafür gewählten Titelzitat „Das Sicherste ist die Veränderung“ in der Theaterzeitschrift „Theater heute“ öffentlich den Kurs der Perestroika. Dieses Bekenntnis führte zu einer Vorladung zum zuständigen ZK-Sekretär und Politbüromitglied Kurt Hager, um ihn zum Rücktritt zu drängen. Hoffmann ließ sich davon nicht einschüchtern, obwohl er gesundheitlich stark angeschlagen war. Von da an erfolgte das „wissentliche“ Abhören seiner Telefonate, doch stellte er sich noch demonstrativer schützend vor die Künstler der DDR.
Hoffmann unterhielt freundschaftliche Kontakte unter anderem zum österreichischen Politiker Fred Sinowatz und dem damaligen Ministerpräsidenten von Nordrhein-Westfalen, Johannes Rau. Er war einer der dienstältesten Kulturminister Europas.
Sein Grab befindet sich auf dem Waldfriedhof Grünau.
2023 erwarb das Deutsche Literaturarchiv Marbach aus Hoffmanns Nachlass eine Sammlung aus Briefen aus dem Jahr 1983, in denen bekannte oder höhergestellte DDR-Bewohner ihm nach seiner Anfrage ihre Lesegewohnheiten und -erfahrungen mitteilten, aber auch welche Bücher sie gerne läsen, wenn sie denn in der DDR erhältlich wären. Zu den Verfassern der Briefe zählen unter anderem Waldemar Cierpinski, Peter Hacks, Sigmund Jähn, Gret Palucca, Werner Tübke und Christa Wolf.